# Circuit des Remparts (cyclisme)
Le Circuit des Remparts est une course cycliste française qui se déroule au mois de juillet à Saint-Lô, dans le département de la Manche. Créée en 1972, cette épreuve figure au programme du Super Manchot, un challenge régional,. Elle fait également partie du calendrier de la Fédération française de cyclisme. Il s'agit de l'un des rendez-vous majeurs de la saison pour les amateurs normands. 
Par le passé, le vainqueur empochait 6 000 francs, une somme considérable pour ce genre de compétition. Des cyclistes réputés sont montés sur le podium. On peut citer les noms de Marcel Duchemin, Daniel Leveau, Richard Vivien, Laurent Brochard, Guillaume Martin ou encore Aurélien Paret-Peintre. 

## Palmarès
| Année | Vainqueur                      | Deuxième             | Troisième             |        |
| ----- | ------------------------------ | -------------------- | --------------------- | ------ |
| 1972  | Louis Coquelin                 | Daniel Leveau        | Michel Coroller       |        |
| 1973  | Louis Coquelin Marcel Duchemin |                      | Jean-Claude Daunat    |        |
| 1974  | Daniel Leveau                  | Patrice Testier      | Jacky Chan-Tsin       |        |
| 1975  | Michel Rauline                 | Jean-Paul Maho       | Jean-Claude Daunat    |        |
| 1976  | Daniel Leveau                  | Philippe Durel       | Alain Bizeul          |        |
| 1977  | Michel Rauline                 | Daniel Leveau        | Paul Mabire           |        |
| 1978  | Michel Rauline                 | Paul Mabire          | Serge Dhondt          |        |
| 1979  | Daniel Leveau                  | Jean-Michel Avril    | Paul Mabire           |        |
| 1980  | Paul Mabire                    | Jean-Michel Avril    | Jean-Claude Lépine    |        |
| 1981  | Jean-Michel Avril              | Daniel Leveau        | Jean-Claude Bagot     |        |
| 1982  | Patrick Pagnon                 | Pascal Churin        | Jean-Michel Avril     |        |
| 1983  | Pascal Churin                  | Johanny Lalanne      | Eugène Plet           |        |
| 1984  | Philippe Dalibard              | Stéphane Guay        | Jean-Pierre Godard    |        |
| 1985  | Philippe Dalibard              | Christophe Bachelot  | M. Twelves            |        |
| 1986  | Philippe Dalibard              | Pascal Churin        | Claude Carlin         |        |
| 1987  | Gildas Yvenec                  | Pascal Churin        | Antoine Pétrel        |        |
| 1988  | Claude Carlin                  | Philippe Bos         | Richard Vivien        |        |
| 1989  | Marc Hibou                     | Claude Carlin        | Gilles Carlin         |        |
| 1990  | Laurent Brochard               | Richard Vivien       | Hervé Henriet         |        |
| 1991  | Denis Leproux                  | Philippe Dalibard    | Christian Levavasseur |        |
| 1992  | Claude Carlin                  | Laurent Eudeline     | Denis Leproux         |        |
| 1993  | Denis Leproux                  | Laurent Planchaud    | Claude Carlin         |        |
| 1994  | Éric Bourout                   | Franck Morelle       | Jean-Pierre Godard    |        |
| 1995  | Gérald Liévin                  | Éric Bourout         | Benoît Legrix         |        |
| 1996  | Mickaël Leveau                 | Samuel Plouhinec     | Marius Ambjornbalen   |        |
| 1997  | Laurent Paumier                | Michaël Lemardelé    | Frédéric Delalande    |        |
| 1998  | René Taillandier               | Franck Laurance      | Franck Pencolé        |        |
| 1999  | Emmanuel Mallet                | René Taillandier     | Marek Leśniewski      |        |
| 2000  | Cédric Jourdan                 | Vincent Renault      | Lloyd Mondory         |        |
| 2001  | Mickaël Leveau                 | Philippe Bréard      | Dany Caprais          |        |
| 2002  | Michaël Lemardelé              | Tony Cavet           | Jérôme Coudet         |        |
| 2003  | Samuel Plouhinec               | Lloyd Mondory        | Benoît Legrix         |        |
| 2004  | Frédéric Delalande             | Vladimir Koev        | Stéphane Cougé        |        |
| 2005  | Stéphane Cougé                 | Mickaël Malle        | Guillaume Malle       |        |
| 2006  | Frédéric Lubach                | Denis Cioban         | Ludovic Lemaréchal    |        |
| 2007  | Julien Mesnil                  | Guillaume Malle      | Jonathan Duplessis    |        |
| 2008  | Guillaume Malle                | Frédéric Lecrosnier  | Tony Cavet            |        |
| 2009  | Samuel Plouhinec               | Julien Foisnet       | Édouard Louyest       |        |
| 2010  | Pierre Drancourt               | Christopher De Souza | Vincent Ragot         |        |
| 2011  | César Bihel                    | Freddy Bichot        | Mickael Olejnik       |        |
| 2012  | Jimmy Raibaud                  | Basile Gogo          | Alexandre Mesnil      |        |
| 2013  | Tomasz Olejnik                 | Pierre Lebreton      | Édouard Louyest       |        |
| 2014  | Samuel Plouhinec               | Julien Gonnet        | Christopher De Souza  |        |
| 2015  | Guillaume Martin               | Fabrice Seigneur     | Pierre Tielemans      |        |
| 2016  | Pierre Lebreton                | Dylan Kowalski       | Cyrille Patoux        |        |
| 2017  | Maxime Renault                 | Pierre Tielemans     | Risto Raid            |        |
| 2018  | Aurélien Paret-Peintre         | Yann Guyot           | Enric Lebars          |        |
| 2019  | Cyrille Patoux                 | Thorsten Askervold   | Keisuke Aso           |        |
| 2020  | annulé                         | annulé               | annulé                | annulé |
| 2021  | Alexis Pierre                  | Axel Mariault        | Romain Chan-Tsin      |        |
| 2022  | Toby Chatonnet                 | Maxime Renault       | Erwann Fillion        |        |
| 2023  | Julien Jamot                   | Toby Chatonnet       | Thibault Valognes     |        |
| 2024  | Florentin Lecamus-Lambert      | Alexis Pierre        | Max Delarue           |        |
| 2025  | Max Delarue                    | Matthew Lord         | Toby Chatonnet        |        |